# أداد نيراري الثاني
أدد ـ نيراري الثاني ملك آشوري يعد أول ملوك الإمبراطورية الآشورية الحديثة في العصر الاشوري الحديث المعروف بـ(العصر الحديدي).اساتطاع إعادة أمجاد مملكته الاى سابق عهدها فنجح بتوسيع دائرة حكمه ووضع اللبنات الأولى للسياسة الآشورية بالتوسع صوب جهات العالم انذاك حتى وصلت حدودها من البحر المتوسط غرباً حتى الخليج العربي جنوباً خلال الألف الأول قبل الميلاد.
نجح في توسيع دائرة حكمه وفرض سيطرته التامة على البلدان والممالك المجاورة بعد أن حكم حوالي عقدين من الزمان أنقذ فيها بلاد آشور من
الضعف والتدهور بفضل صفاته القيادية فاتخذت الاوضاع السياسية منحى جديداً حتى أصبحت بلاده سيدة بلدان العالم القديم واقواها منُذ اواخر القرن العاشر قبل الميلاد وحتى السادس قبل الميلاد، لذلك يعتبره التاريخ القديم مؤسس المملكة الاشورية الحديثة.

## نسبه
عاش في كنف العائلة الحاكمة في بلاد اشور وهو أحد ابنائها وتجري في عروقة دمائهم الملكية فورث عرشه من الاباء والاجداد، فوالده هو (آشور دان الثاني) الذي حكم الدولة الآشورية من 934 (ق.م) إلى 912 (ق.م)، وهو حفيد الملك (تغلث فلاسر الثاني) الثاني أبن الملك (آشور دان الثاني(.

## حملاته العسكرية

### الحملة على بابل والمعاهدة الآشورية البابلية
قام بحملة عسكرية على بلاد بابل سالكاً الطريق الشرقي، وعقد معاهدة معها لتثبيت الحدود بين الدولتين الآشورية والبابلية، وكان لهذه المعاهدة أهمية خاصة لانها احتوت على موجز لتاريخ المنازعات بين الطرفين.[بحاجة لمصدر]
وكان الغرض من حملته العسكرية تلك هو تأمين الحدود الجنوبية لبلاد آشور قاصداً أيقاف توسع ملك بلاد بابل (شمش مدامق) الذي حاول ان يتوسع باتجاه مدن بلاد اشور، وبعد وفاته، عقد ادد نيراري معاهدة صداقة مع خليفته على العرش البابلي (نبو شوما أوكين الأول) نصت على أن يتزوج كل من ملك بابل وآشور أبنة الثاني وكان ذلك الزواج سياسياً الغرض منه أعلان السلام بين الدولتين المتخاصمتين.

### حملاته على الممالك الآرامية
بعد أنهى مشاكله مع بلاد بابل توجه بعد ذلك باتجاه الجبهة الغربية فسير العديد من الحملات العسكرية صوب القبائل الآرامية (وهم من القبائل الجزرية التي نزحت من الجزيرة العربية واستوطنت في الاجزاء الشرقية من سوريا ثم هاجرت إلى الشمال السوري). وكانت اولى هذه الحملات على أرض خانيكلبات التي تقع شمال ما بين النهرين وكان أغلب سكانها من الحوريين ومركزها في وادي الخابور والبليخ وعرفت في النصوص المعاصرة باسم مملكة ميتاني، وحملة أخرى ضد قبائل تيماننتي إحدى الاقوام الارامية الذين تجمعوا تحت قيادة ملكهم نور أداد عند مدينة الواقعة قرب سفوح جبال كاشياري(طور عبدين حالياً) والذين أخذوا بالتوسع على حساب الدولة الآشورية، لذلك جهز حملة ضد تلك الأقوام تمكن فيها من هزيمتهم وملاحقة فلولهم الفاّرة من مدينة بازوا إلى مدينة نصيبين، ومن خلال النصوص التاريخية يتبين ان الملك الآشوري ادد- نيراري الثاني كان قد خاض معركة حاسمة ضد الجيش الآرامي في نصيبين سنة 900 ق.م قتل فيها الكثير من جنودهم إلى درجة ان صبغت ارض المعركة بلون الدم.
وسير حملات أخرى ضد زعيم ارامي اخر يدعى (موكورو) وتمكن من هزيمته ثم واصل تقدمه ليفرض سيطرته على كامل الجبهة الغربية واصبحت من ضمن املاكه ففرض عليهم الضرائب واستلم منهم الاتاوات.

### حملاته على الفرات الأوسط
أما في منطقة الفرات الأوسط؛ فقد قام بحملة عام 894 ق.م جال فيها على المدن الواقعة على ضفتي نهر الخابور ومن ثم نهر الفرات جامعاً من حكامها الجزية والهدايا دون أن يسجل وقوع معارك كبيرة في أثناء هذه الحملة. وقد ترك لنا أدد- نراري نصاً طويلاً تحدث من خلاله عن حملته هذه واصفاً المدن التي مر عليها، فيذكر أنه قضى الليل في مدينة أرنابانو، ومنها توجه إلى مدينة تابيتو، ومنها توجه نحو مدينة شاديكاني، وبعدها قضى الليل في مدينة كيسيرو، ومن كيسيرو توجه نحو قطُنا حيث تسلم هدايا متنوعة من ملكها أميل- أدد، ومن هناك توجه إلى منطقة جبل بوسو حيث قضى الليل، وبعدها توجه إلى دور- كاتليمو (تل الشيخ حمد حالياً)، سار بعدها إلى بلاد لاقي، ومنها إلى بيت خالوبي حيث مدينة سيرق. وبعد هذه الرحلة الطويلة عاد أدد- نراري إلى عاصمته محملاً بمختلف الأشياء الثمينة.

### حملاته الأخرى
أما في الجهات الشمالية والشمالية الشرقية فلقد قاد حملتين، الأولى كانت في سنة 895 ق.م نتيجة للإضطرابات والتمردات التي حدثت في عدة مدن منها مدينة كومو (أو قوماني) الواقعة عند الزاوية الشمالية الشرقية من الحدود العراقية التركية حالياً، وكذلك في إقليم خابخو يقع هذا الإقليم في المنطقة الممتدة من غرب بحيرة أرومية إلى شرقي تركيا الحالية، وفرض عليهم الضرائب، وبلاد مملكة نائيري التي ظهرت في القرن الثاني عشر ق.م على شكل اتحاد بين شيوخ القبائل التي عاشت حول (بحيرة وان والى) نقطة التقاء فرعي نهر الفرات في تركيا، ثم توسعت وأصبحت قوة كبيرة في شرقي بلاد الاناضول عرفت باسم مملكة أورارتو لذلك تدخل وقاد حملة عسكرية تمكن فيها من إعادة الأمن والاستقرار للمنطقة، وأصبحت بذلك تلك المناطق تابعة للدولة الآشورية وأصبح عليها أن تدفع هدايا الطاعة والولاء سنوياً.

## التدوين
يعد الملك ادد- نيراري الثاني أول من قام بتدوين تاريخ بلاده السياسي والعسكري وحتى الحضاري بطريقة الـ(ليمو) خلال العصر الآشوري الحديث، إذ لم ترد هذه الطريقة بالتدوين التاريخى ابان العصران الآشوريان القديم أو الوسيط.
وأكد على الحس التاريخي في مضمون كتاباته من خلال تسجيل الأحداث وتعريف الوقت في اليوم والشهر والسنة وفق اسلوب قوائم الـ(ليمو) فحفظ تاريخه السياسي والعسكري من خلال تدوين الحروب التي خاضها بكل تفاصيلها، وماتتضمنه من أسماء واخبار معاصريه من ملوك العالم آنذاك، وبين مدى اتساع رقعة بلاده السياسية وتحديد مواضع المدن التي وصلها بشكل دقيق، فضلاً عن التاريخ الحضاري في المجال العماري والفني محافظاً على انجازات اسلافه واحترام مدوناتهم بدافع رغبته في ايصال الأحداث التاريخية دون تشويه للاجيال اللاحقة. فشكلت هذه الكتابات مصدراً مهماً من مصادر دراسة التاريخ الآشوري.
| المناصب السياسية     | المناصب السياسية                       | المناصب السياسية            |
| -------------------- | -------------------------------------- | --------------------------- |
| سبقه آشور دان الثاني | ملك آشور حوالي (2336 ق.م) – (2300 ق.م) | تبعه توكولتي نينورتا الثاني |

## الهوامش
1. ↑   احمد زيدان الحديدي، الملك الآشوري ادد نيراري الثاني نسخة محفوظة 27 أبريل 2020 على موقع واي باك مشين.
2. ↑   الموسوعة العربية - الملك أدد نيراري نسخة محفوظة 21 أبريل 2016 على موقع واي باك مشين.
3. ↑   الحس التاريخي في كتابات الملك الآشوري ادد- نيراري الثاني- احمد زيدان الحديدي نسخة محفوظة 13 سبتمبر 2016 على موقع واي باك مشين.